# Pháp Xứng
Pháp Xứng (zh. 法稱, sa. dharmakīrti) là một trong những Luận sư quan trọng nhất của triết học đạo Phật, đại điện quan điểm của Nhân minh học (sa. hetuvidyā), sống trong thế kỉ thứ 7 (~ 600-650) tại Nam Ấn Độ và là môn đệ của Hộ pháp (sa. dharmapāla) tại Na-lan-đà (Thập đại luận sư). Sư sinh ra trong một gia đình theo đạo Bà-la-môn (sa. brāhmaṇa) và đã tinh thông tất cả những môn học thời đó lúc còn trẻ. Sau đó, Sư bắt đầu nghiên cứu, tu học Phật pháp với tư cách của một Cư sĩ. Phật học lôi cuốn Sư đến mức Sư bỏ đạo Bà-la-môn, đến viện Na-lan-đà thụ giới cụ túc và tham học với Hộ pháp. Các tác phẩm của Trần-na (sa. dignāga, diṅnāga) tại viện Phật học này chính là yếu tố ngộ đạo của Sư. Sau khi kết thúc giai đoạn tu tập, Sư bắt đầu công việc hoằng hoá, xiển dương đạo Phật, viết nhiều luận giải, đại diện Phật giáo tham dự nhiều cuộc tranh luận. Trong những cuộc tranh luận này, Sư dùng Nhân minh học để hàng phục đối phương và trong lĩnh vực này, truyền thống Tây Tạng đặt Sư lên một địa vị cao hơn cả Trần-na. Trong những năm cuối đời mình, Sư từ bỏ việc chu du đây đó và lui về một trụ trì một Tịnh xá tại Orissa (bây giờ là Kālinga) và mất tại đây.

## Thành tự
Sử sách miêu tả Sư là một người tự lực cánh sinh, căm ghét tính phàm tục của dân dã và các tăng chúng dối trá, nhưng Sư cũng được tả là một Đại sư thiếu khiêm tốn, nếu không nói là kiêu mạn. Nhà sử học nổi tiếng của Tây Tạng là Bố-đốn (bo. bu ston བུ་སྟོན་) có ghi lại một sự việc sau: Sau khi Sư viết và trình bày Lượng thích luận (sa. pramāṇavarttika-kārikā) và -chú (-vṛtti), nhiều người không hiểu nổi. Những người hiểu được thì trở nên ganh tị, tuyên bố rằng, tác phẩm này không đúng. Họ lấy dây buộc bài luận này vào lưng một con chó và cho nó chạy rong ngoài đường, với kết quả là những trang văn tự lá bối của luận này bay tung toé khắp nơi. Thấy cảnh tượng này, Sư tuyên bố rằng: "con chó sẽ chạy đến khắp nơi và truyền bá tác phẩm này toàn thế giới".
Những lời sau đây của Sư còn được lưu lại: 
"Loài người có những đặc tính, tư tưởng rất phàm; họ không hướng vào nội tâm để tìm lấy cái tinh hoa, cốt tuỷ. Không chú ý đến những lời dạy của Thiện tri thức đối với họ chưa đủ, họ còn phát lòng thù ghét và ganh tị. Vì vậy mà ta cũng chẳng viết cho họ. Tuy thế, tâm của ta đã có được niềm an vui khi viết tác phẩm này bởi vì qua nó, lòng quý trọng thiền định thâm sâu vượt qua mọi ngôn ngữ của ta đã được bù đáp."
Sư viết nhiều luận giải nhưng quý giá hơn hết là các tác phẩm về Nhân minh học Phật giáo. Trong lĩnh vực này, truyền thống Tây Tạng có giữ lại bảy tác phẩm của Sư, được gọi chung là Pháp Xứng nhân minh thất bộ, là luận lý học nền tảng của Phật giáo Tây Tạng (tất cả đều chưa được dịch ra Hán ngữ).
Bảy tác phẩm chính về Nhân minh học của Sư là: 
1. Quan tướng thuộc luận (zh. 觀相屬論, sa. saṃbandhaparīkṣāprakaraṇa, bo. འབྲེལ་པ་བརྟག་པ་), chỉ còn bản Tạng ngữ;
2. Lượng quyết định luận (zh. 量決定論, sa. pramāṇaviniścaya, bo. ཚད་མ་རྣམ་པར་ངེས་པ་), chỉ còn bản Tạng ngữ. Bộ luận này được chia làm 3 phần với chủ đề thụ tưởng, kết luận và trình bày phương pháp suy diễn ba đoạn (en. syllogism). Luận này được xem là bản nhỏ của Lượng thích luận vì hơn nửa phần được trích ra từ đây;
3. Lượng thích luận (zh. 量釋論, sa. pramāṇavarttika-kārikā, bo. ཚད་མ་རྣམ་འགྲེལ་ཚིག་ལེའུར་བྱས་པ་), luận quan trọng nhất, chú giải Tập lượng luận (sa. pramāṇasamuccaya) của Trần-na (sa. dignāga);
4. Chính lý nhất đích luận (zh. 正理一滴論, sa. nyāyabindu-prakaraṇa, bo. རིགས་པའི་ཐིགས་པ་ཞེས་བྱ་བའི་རབ་ཏུ་བྱེད་པ་);
5. Nhân luận nhất đích luận (zh. 因論一滴論, sa. hetubindu-nāma-prakaraṇa, bo. གཏན་ཚིགས་ཀྱི་ཐིགས་པ་ཞེས་བྱ་བའི་རབ་ཏུ་བྱེད་པ་), bản Tạng ngữ có, bản Phạn ngữ mới được tìm thấy. Bộ luận này được chia làm 3 phần, giảng giải về ba đoạn của suy luận;
6. Luận nghị chính lý luận (zh. 論議正理論, sa. vādanyāya-nāma-prakaraṇa, bo. རྩོད་པའི་རིགས་པ་ཞེས་བྱ་བའི་རབ་ཏུ་བྱེད་པ་), chỉ còn bản Tạng ngữ, nói về cách tranh luận với địch thủ;
7. Thành tha tướng thuộc luận (zh. 成他相屬論, sa. saṃtānāntarasiddhi-nāma-prakaraṇa, bo. རྒྱུད་གཞན་གྲུབ་པ་ཞེས་བྱ་བའི་རབ་ཏུ་བྱེད་པ་'), triết luận chống đối quan niệm Duy ngã và nói về "sự thật" của ý nghĩ người khác.